# Août 1889

## Événements
- 1er août, France : la première carte postale illustrée est mise en vente.
- 2 août : John Robson devient premier ministre de Colombie-Britannique.
- 3 août : occupation d’Asmara par les Italiens, sur la côte de la mer Rouge, qui sera bientôt le chef-lieu de la province d’Érythrée.
- 4 août, France : transfert au Panthéon de Paris des dépouilles de Lazare Carnot, grand-père de Sadi Carnot, et de trois autres révolutionnaires.
- 10 août : Lobengula, roi du Matabélé, écrit à la reine Victoria du Royaume-Uni. Il envoie en vain une délégation à Londres pour faire abroger le traité de 1888 ou obtenir un protectorat du Royaume-Uni pour se défendre contre la rapacité des colons.

- 24 août : Création de la Région ecclésiastique d'Abruzzes-Molise

## Naissances
- 7 août : Léon Brillouin, physicien franco-américain, connu pour ses travaux en mécanique quantique et en physique du solide († 1969).
- 8 août : Maurice De Korte, sculpteur belge († 5 avril 1971).
- 12 août : Eleazar Sukenik, archéologue israélien, professeur à l'université hébraïque de Jérusalem († 28 février 1953).
- 13 août : Camillien Houde, maire de Montréal.
- 16 août : Robert Oscar Léon Falbisaner , résistant alsacien († 26 février 1957).

- 24 août :
  - Moisés Simóns (mort le 28 juin 1945), compositeur, pianiste et chef d'orchestre cubain
  - André Plassart (mort le 13 mai 1978), helléniste français, épigraphiste et archéologue

- 30 août : Bodil Ipsen, réalisatrice danoise

## Décès
- 1er août : Alexander Edmund Batson Davie, premier ministre de la Colombie-Britannique alors qu'il était en fonction.
- 15 août : Aimé-Victor-François Guilbert, cardinal français, archevêque de Bordeaux (° 15 novembre 1812).
- 24 août : 
  - Alexandre von Kotzebue, peintre germano-balte né sujet de l'Empire russe (° 9 juin 1815).
  - Jan Ernst Matzeliger (né le 15 septembre 1852), inventeur américain originaire du Suriname